# Карл Мария Александер фон Ауершперг
Карл Мария Александер фон Ауершперг (на немски: Karl Maria Alexander, 9.Fürst von Auersperg; 1919 Karl Maria Alexander Auersperg) е земевладелец, австрийски политик, 9. княз на Ауершперг и херцог на Готше (Kočevje, Словения). От 1919 г. той се казва Карл Мария Александер Ауершперг.

## Биография
Роден е на 26 февруари 1859 година във Виена, Австрийска империя. Той е големият син на княз Адолф фон Ауершперг (1821 – 1885), министър-президент на Цислейтания в Австро-Унгария (1871 – 1879), и втората му съпруг Йохана Фестетицс де Толна (1830 – 1884), дъщеря на Ернйо Янос Вилмос (1800 – 1869) и фрайин Янка Котц фон Добрц (1809 – 1869). Майка му е по-голямата сестра на Ернестина де Толна (1831 – 1901), съпруга на чичо му Карл фон Ауершперг. Брат е на Франц Мария Йохан Йозеф (1869 – 1918).
Карл Мария Александер фон Ауершперг наследява през 1890 г. чичо си по майчина и бащина линия 8. княз Карл фон Ауершперг (1814 – 1890) и става 9. княз на Ауершперг, херцог на Готше, наследствен член на „Херенхауз“. Освен това той е ритмайстер на резервата, оберст-ербланд-кемерер и оберстер-бландмаршал в Крайна и Виндишен Марк, таен съветник и рицар на Ордена на Златното руно.
От 1894 до 1902 г. Карл Мария Александер фон Ауершперг е член на Народното събрание в Долна Австрия. От 1907 до 1911 г. Ауершперг е избран за народен представител на Готше в Австрийския парламент. Като президент на общността на селското стопанство той представя земеделските интереси. Той е против въвеждането на общото право за гласуване.
Умира на 19 октомври 1927 година в двореца Голдег в Найдлинг, Долна Австрия, на 68-годишна възраст.

## Фамилия
Карл Мария Александер фон Ауершперг се жени през 1885 г. за графиня Елеонора Мария Гобертина фон Бройнер-Енкефойрт (* 28 юли 1864, дворец Графенег; † 20 януари 1920, дворец Голдег), дъщеря на граф Август Йохан Карл Боромаус Йозеф фон Бройнер-Енкефойрт (1828 – 1894) и графиня Мария Агата Сцехени де Сарвар (1833 – 1920) Те имат пет деца:
- Адолф фон Ауершперг (* 9 август 1886, дворец Голдег; † 7 ноември 1923, Ст. Пьолтен), наследствен принц, женен във Виена на 28 април 1914 г. за графиня Габриела фон Клам и Галас (* 29 октомври 1890; † 31 август 1979); баща на:
  - Карл Адолф фон Ауершперг (1915 – 2006), 10. княз на Ауершперг
- Агата (* 6/8 април 1888, дворец Голдег; † 13 октомври 1973, Виена), омъжена във Виена на 2 април 1913 г. за 5. княз Александер Хиронимус фон Шьонбург-Хартенщайн (1888 – 1956)
- Йохана (* 14 юли 1890, Голдег; † 13 януари 1967, Залцбург), омъжена на 18 януари 1917 г. в Голдег за граф Рудолф Йохан Франц фон Меран (1872 – 1959)
- Елеонора (* 22 ноември 1892, Голдег; † 1967), омъжена в дворец Голдег на 22 ноември 1919 г. за Ервин Валнер (1879 – 1945)
- Карл Алайн Август Мария Гобертус (* 16 януари 1895, Голдег; † 30 април 1980, Валд), женен на 30 август 1927 г. в Грац за графиня Мария Хенриета Тереза Алойзия Бенедикта фон Меран (1904 – 1959) и има деца